# Elecciones municipales de Mariscal Nieto de 2002
Las elecciones municipales de Mariscal Nieto de 2002 se llevaron a cabo el 17 de noviembre de 2002 para elegir al alcalde y al Concejo Provincial de Mariscal Nieto para el periodo 2003-2006. La elección se celebró simultáneamente con elecciones regionales y municipales (provinciales y distritales) en todo el Perú.

## Sistema electoral
La Municipalidad Provincial de Mariscal Nieto es el órgano administrativo y de gobierno de la provincia de Mariscal Nieto. Está compuesta por el alcalde y el Concejo Provincial.
La votación del alcalde y el concejo se realiza en base al sufragio universal, que comprende a todos los ciudadanos nacionales mayores de dieciocho años, empadronados y residentes en la provincia de Mariscal Nieto y en pleno goce de sus derechos políticos, así como a los ciudadanos no nacionales residentes y empadronados en la provincia de Mariscal Nieto.
El Concejo Provincial de Mariscal Nieto está compuesto por 9 regidores elegidos por sufragio directo para un período de cuatro (4) años, en forma conjunta con la elección del alcalde (quien lo preside). La votación es por lista cerrada y bloqueada. Se asigna a la lista ganadora los escaños según el método d'Hondt o la mitad más uno, lo que más le favorezca. Es elegido como alcalde el candidato que ocupe el primer lugar de la lista que haya obtenido la más alta votación.

## Composición del Concejo Provincial de Mariscal Nieto
La siguiente tabla muestra la composición del Concejo Provincial de Mariscal Nieto antes de las elecciones.
| Partidos | Partidos                              | Regidores |
| -------- | ------------------------------------- | --------- |
|          | Movimiento Independiente Vamos Vecino | 6         |
|          | Movimiento Independiente Somos Perú   | 2         |
|          | Lista Independiente Contigo Moquegua  | 1         |

## Partidos y candidatos
A continuación se muestra una lista de los principales partidos y alianzas electorales que participaron en las elecciones:
| Candidatura | Candidatura | Partidos y alianzas | Candidatos | Candidatos               | Ideología                                               | Resultado previo | Resultado previo | Ref. |
| Candidatura | Candidatura | Partidos y alianzas | Candidatos | Candidatos               | Ideología                                               | Votos (%)        | Reg.             | Ref. |
| ----------- | ----------- | --- | ---------- | ------------------------ | ------------------------------------------------------- | ---------------- | ---------------- | ---- |
|             | SP          | Lista - Somos Perú (SP) |            | Celia Badoino de Lira    | Democracia cristiana Conservadurismo social             | 33.41%           | 2                |      |
|             | APRA        | Lista - Partido Aprista Peruano (APRA) |            | María Dávila Zeballos    | Aprismo                                                 | Nuevo            | Nuevo            |      |
|             | AP          | Lista - Acción Popular (AP) |            | Alejandro José Mendoza   | Humanismo Nacionalismo cívico Reformismo                | Nuevo            | Nuevo            |      |
|             | UPP         | Lista - Agrupación Independiente Unión por el Perú - Frente Amplio (UPP)                                                                    |            | Ricardo Ordóñez Huanca   | Liberalismo Progresismo Socialdemocracia                | Nuevo            | Nuevo            |      |
|             | PP          | Lista - Perú Posible (PP) |            | Pedro Núñez Ventura      | Socioliberalismo Democracia liberal Tercera vía         | Nuevo            | Nuevo            |      |
|             | UN          | Lista - Unidad Nacional (UN) – Partido Popular Cristiano (PPC) – Solidaridad Nacional (SN) – Renovación Nacional (RN) – Cambio Radical (CR) |            | Carlos Farje Cornejo     | Democracia cristiana Conservadurismo Neoliberalismo     | Nuevo            | Nuevo            |      |
|             | MNI         | Lista - Movimiento Nueva Izquierda (MNI) |            | Zenón Cuevas Pare        | Marxismo-leninismo Mariateguismo Socialismo democrático | Nuevo            | Nuevo            |      |
|             | CODE        | Lista - Compromiso y Desarrollo (CODE) |            | Vicente Zeballos Salinas | Regionalismo moqueguano                                 | Nuevo            | Nuevo            |      |
|             | FDM         | Lista - Fuerza por el Desarrollo de Moquegua (FDM)                                                                                          |            | Luis Zubia Cortez        | Regionalismo moqueguano                                 | Nuevo            | Nuevo            |      |
|             | MODE        | Lista - Moquegua Desarrollo (MODE) |            | Marcelino Tito Valeriano | Regionalismo moqueguano                                 | Nuevo            | Nuevo            |      |
|             | Nuestro     | Lista - Nuestro Ilo - Moquegua (Nuestro) |            | Yonhson Ramos Choque     | Regionalismo moqueguano                                 | Nuevo            | Nuevo            |      |
|             | IND         | Lista - Lista Independiente N° 3 Movimiento Independiente Amanecer Moqueguano con Responsabilidad                                           |            | Jesús Vargas Vera        | Localismo nietino                                       | Nuevo            | Nuevo            |      |

## Resultados

### Sumario general
| |                                                                                           |              |              |              |           |           |  |  |
| Partidos y coaliciones                                                                                              | Partidos y coaliciones                                                                    | Voto popular | Voto popular | Voto popular | Regidores | Regidores |  |  |
| Partidos y coaliciones                                                                                              | Partidos y coaliciones                                                                    | Votos        | %            | ±pp          | Total     | +/−       |  |  |
| | Compromiso y Desarrollo (CODE)                                                            | 12,521       | 36.38        | Nuevo        | 6         | +6        |  |  |
| | Fuerza por el Desarrollo de Moquegua (FDM)                                                | 5,376        | 15.62        | Nuevo        | 1         | +1        |  |  |
| | Somos Perú (SP)1                                                                          | 4,947        | 14.37        | –19.04       | 1         | –1        |  |  |
| | Moquegua Desarrollo (MODE)                                                                | 3,501        | 10.17        | Nuevo        | 1         | +1        |  |  |
| | Partido Aprista Peruano (APRA)                                                            | 1,658        | 4.82         | n/a          | 0         | ±0        |  |  |
| | Acción Popular (AP)                                                                       | 1,496        | 4.35         | n/a          | 0         | ±0        |  |  |
| | Perú Posible (PP)                                                                         | 1,232        | 3.58         | Nuevo        | 0         | ±0        |  |  |
| | Unidad Nacional (UN)                                                                      | 1,200        | 3.49         | Nuevo        | 0         | ±0        |  |  |
| | Nuestro Ilo - Moquegua (Nuestro)                                                          | 1,162        | 3.38         | Nuevo        | 0         | ±0        |  |  |
| | Movimiento Nueva Izquierda (MNI)                                                          | 677          | 1.97         | Nuevo        | 0         | ±0        |  |  |
| | Lista Independiente N° 3 Movimiento Independiente Amanecer Moqueguano con Responsabilidad | 461          | 1.34         | n/a          | 0         | ±0        |  |  |
| | Agrupación Independiente Unión por el Perú - Frente Amplio (UPP)                          | 186          | 0.54         | Nuevo        | 0         | ±0        |  |  |
| |                                                                                           |              |              |              |           |           |  |  |
| Total | Total                                                                                     | 34,417       |              |              | 9         | ±0        |  |  |
| |                                                                                           |              |              |              |           |           |  |  |
| Votos válidos | Votos válidos                                                                             | 34,417       | 89.76        | –1.70        |           |           |  |  |
| Votos en blanco | Votos en blanco                                                                           | 1,910        | 4.98         | +0.22        |           |           |  |  |
| Votos nulos | Votos nulos                                                                               | 2,015        | 5.26         | +1.48        |           |           |  |  |
| Votos emitidos | Votos emitidos                                                                            | 38,342       | 89.80        | +2.62        |           |           |  |  |
| Abstenciones | Abstenciones                                                                              | 4,353        | 10.20        | –2.62        |           |           |  |  |
| Votantes registrados                                                                                                | Votantes registrados                                                                      | 42,695       |              |              |           |           |  |  |
| |                                                                                           |              |              |              |           |           |  |  |
| Fuente: |                                                                                           |              |              |              |           |           |  |  |
| Notas al pie: 1 Comparado con los resultados de Movimiento Independiente Somos Perú (SP) en las elecciones de 1998. |                                                                                           |              |              |              |           |           |  |  |
| Notas al pie: |                                                                                           |              |              |              |           |           |  |  |
| 1 Comparado con los resultados de Movimiento Independiente Somos Perú (SP) en las elecciones de 1998.               |                                                                                           |              |              |              |           |           |  |  |

## Elecciones municipales distritales

### Resultados por distrito
La siguiente tabla enumera el control de los distritos de la provincia de Mariscal Nieto. El cambio de mando de una organización política se resalta del color de ese partido.
| Distrito                 | Alcalde(sa) titular    | Partido político | Partido político            | Alcalde(sa) electo(a)     | Partido político | Partido político        |
| ------------------------ | ---------------------- | ---------------- | --------------------------- | ------------------------- | ---------------- | ----------------------- |
| Carumas                  | Manuel Arana Colana    |                  | Independiente San Felipe    | Maximiliano Flores Flores |                  | Compromiso y Desarrollo |
| Cuchumbaya               | Elisbán Cori Romero    |                  | Independiente Pueblo Unidos | Fredy Ventura Calla       |                  | Perú Posible            |
| Samegua                  | Miguel Zeballos Málaga |                  | Alianza por el Desarrollo   | Tiler Manrique Prado      |                  | Unidad Nacional         |
| San Cristóbal de Calacoa | Marcial Condori Cuayla |                  | Vamos Vecino                | Marcial Condori Cuayla    |                  | Acción Popular          |
| Torata                   | Edwin Mendoza Manchego |                  | Contigo Moquegua            | Ángel Hurtado Jiménez     |                  | Compromiso y Desarrollo |